# Triplectides legendrinus
Triplectides legendrinus är en nattsländeart som först beskrevs av Luisa Eugenia Navas 1923.  Triplectides legendrinus ingår i släktet Triplectides och familjen långhornssländor. Inga underarter finns listade i Catalogue of Life.